# 13e cérémonie des Southeastern Film Critics Association Awards
La 13e cérémonie des Southeastern Film Critics Association Awards, décernés par l'Oklahoma Film Critics Circle, a eu lieu le 20 décembre 2004, et a récompensé les films réalisés dans l'année.

## Palmarès

### Meilleur film
- Sideways

### Meilleur film en langue étrangère
- Un long dimanche de fiançailles  France  États-Unis